# Goniopteroloba conjuncta
Goniopteroloba conjuncta är en fjärilsart som beskrevs av W. Warren 1897. Goniopteroloba conjuncta ingår i släktet Goniopteroloba och familjen mätare. Inga underarter finns listade i Catalogue of Life.